# Ron Cyrus
Ronald Ray „Ron“ Cyrus (* 10. Juli 1935 in Greenup County, Kentucky; † 28. Februar 2006 in Lexington, Kentucky) war ein US-amerikanischer Politiker. Er gehörte von 1976 bis 1996 als Demokrat dem Repräsentantenhaus von Kentucky an.

## Leben
Ronald R. Cyrus wurde 1935 als Sohn von Elden Cyrus, eines pfingstlichen Predigers, und dessen Frau Adeline in Greenup County geboren. Er besuchte die Russell High School, wo er 1954 seinen Abschluss machte. Von 1976 bis 1996 gehörte er als Demokrat dem Repräsentantenhaus von Kentucky an.
Cyrus war mehrfach verheiratet und hat zwei Söhne und drei Töchter. Der Country-Sänger und Schauspieler Billy Ray Cyrus stammt aus seiner ersten Ehe. Dessen Tochter Miley Cyrus ist ebenfalls Schauspielerin und Sängerin. 
Ronald R. Cyrus starb am 28. Februar 2006 an Lungenkrebs. Das Lied I Miss You auf dem 2007 erschienenen Doppelalbum Hannah Montana 2: Meet Miley Cyrus ist ihm gewidmet.